# Pardaliparus elegans
Pardaliparus elegans là một loài chim trong họ Paridae.